# Sinimun (métro de Séoul)
Sinimun (hangeul : 신이문 ; hanja : 新里門) est une station de la ligne 1 du métro de Séoul (Ligne Gyeongwon). Elle est située au 472 Hancheon-ro, dans le quartier Imun-dong de l'arrondissement Dongdaemun-gu à Séoul en Corée du Sud.
Ouverte en 1980, elle est desservie par des rames omnibus et des rames express du service de la ligne 1.

## Situation sur le réseau

Plan du réseau (2023)

Établie en surface Sinimun est une station de passage de la ligne 1 du métro de Séoul : entre la station Université des études étrangères de Hankuk, en direction du terminus ouest Incheon ou du terminus sud Sinchang via la station de bifurcation Guro, et avant la station Seokgye en direction du terminus nord Yeoncheon,.

## Histoire
La station Sinimun est mise en service le 5 janvier 1980,,. 
L'accès sud, avec les bouches n°4 et n°5 est ouvert le 13 avril 2007.

## Services aux voyageurs

### Accès et accueil
La station est située sur un axe nord-sud au 472 Hancheon-ro, dans le quartier Imun-dong. Elle dispose de cinq bouches, numérotées de 1 à 5. Les bouches de 1 à 3 desservent le nord de la station et les bouches 4 et 5 desservent le sud.

### Desserte
Sinimun, dispose de deux quais, équipés de portes palières, desservis par les rames du service omnibus.

Installations
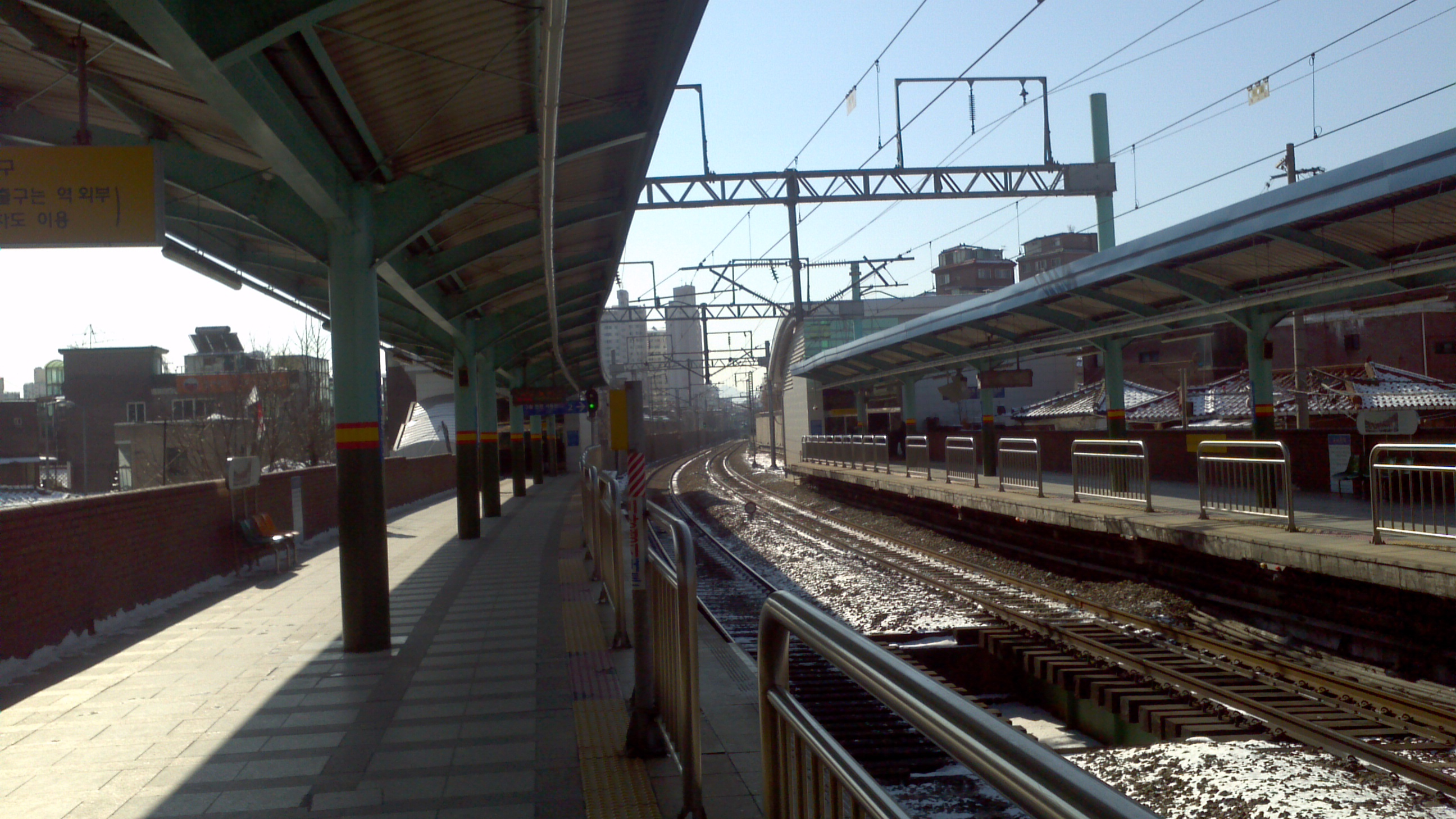
En 2012.
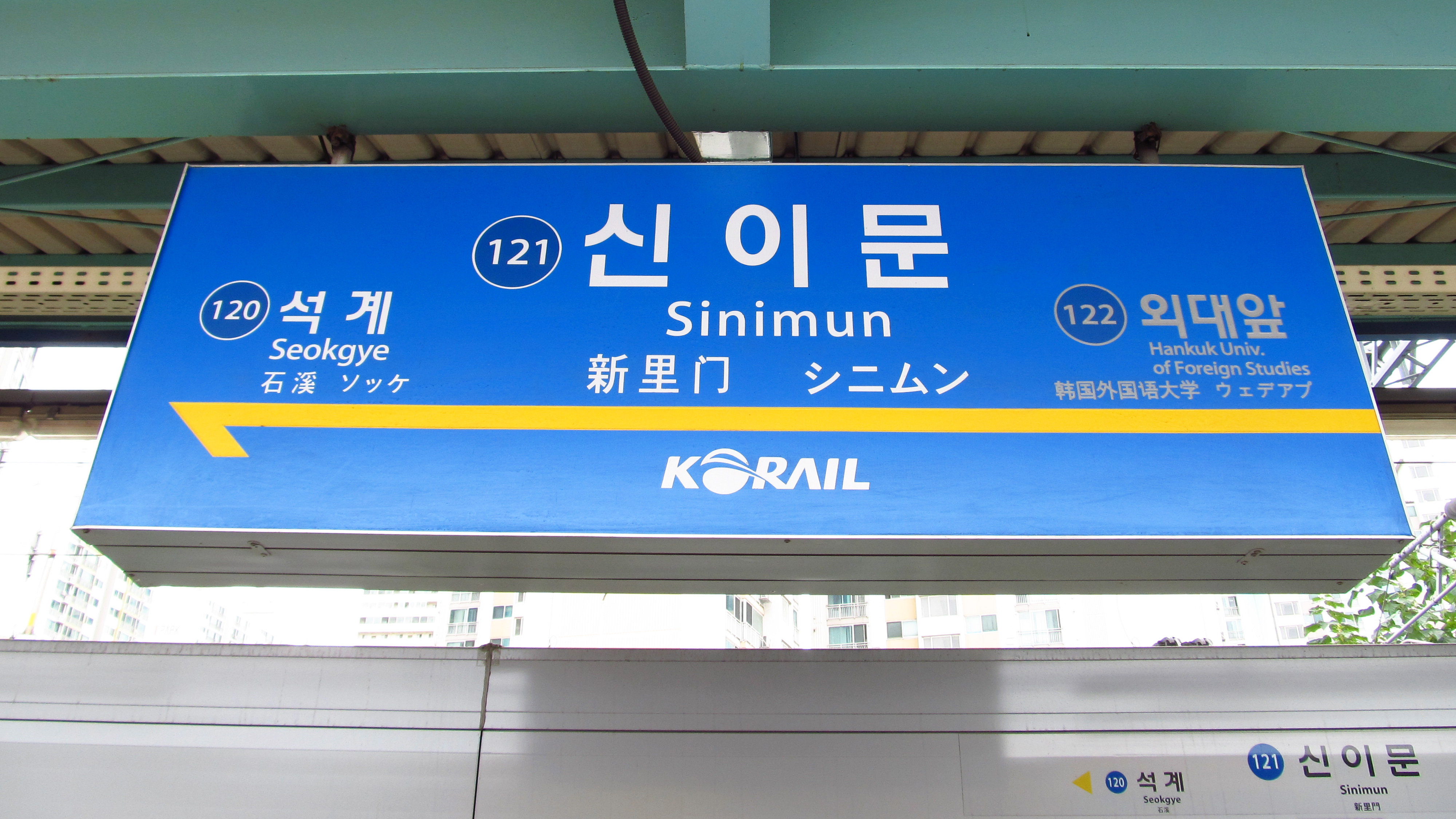
En 2018.
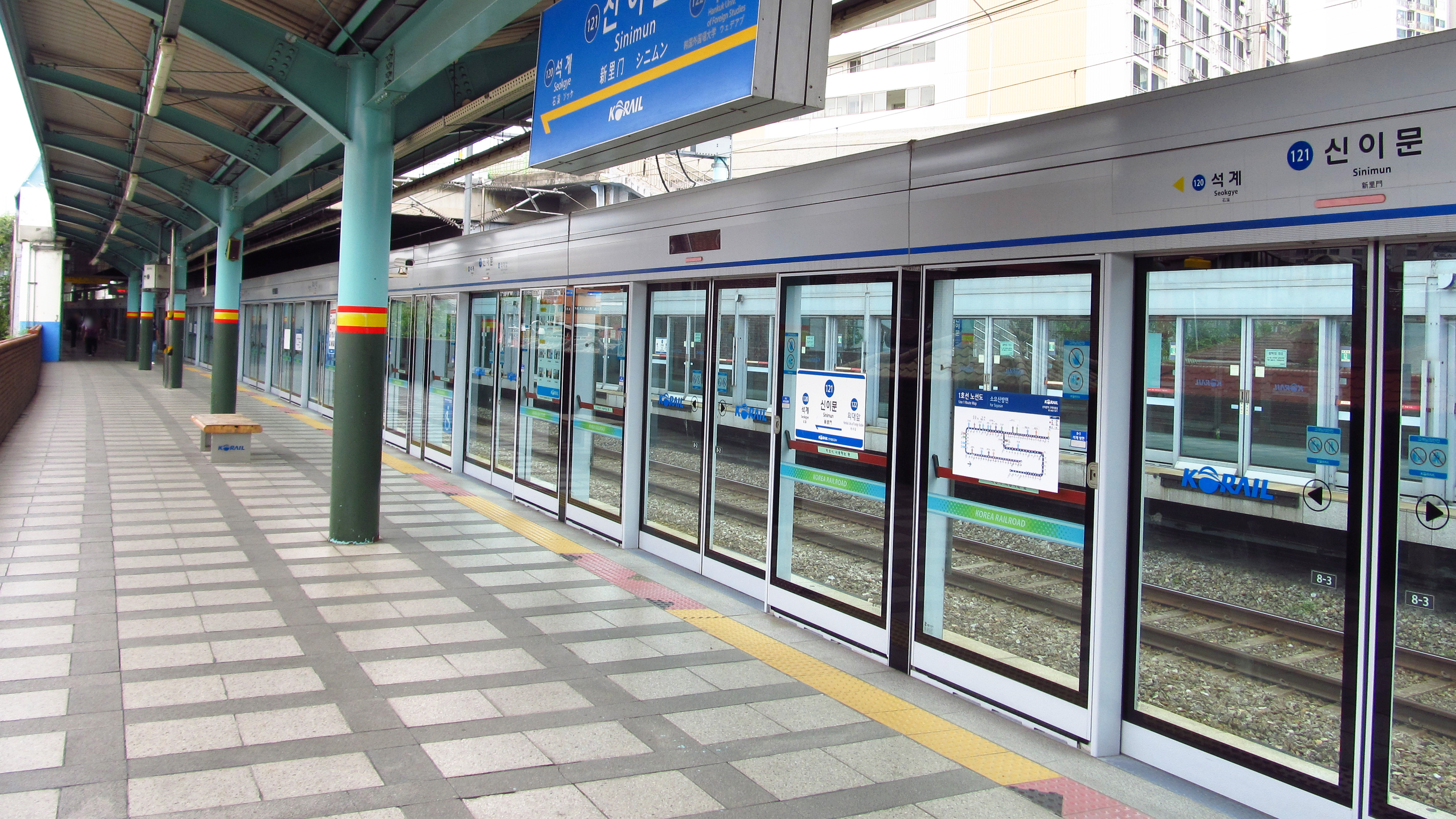
En 2018.

### Intermodalité
Des arrêts de bus sont situés à proximité.